# Prado de la Guzpeña
Prado de la Guzpeña è un comune spagnolo di 139 abitanti situato nella comunità autonoma di Castiglia e León.